# Jens Hermansen Juel
För andra personer med samma namn, se Jens Juel.
Jens Juel, född 8 januari 1580 på Refstrup, död 26 mars 1634 i Bøvling, var en dansk adelsman och riksståthållare i Norge.
1590-96 gick Juel på Sorø adelsskola, och studerade därefter utomlands i sju år innan han 1603 anställdes i Danske Kancelli. Han fick snabbt ta itu med viktiga uppgifter, bland annat var han räntemästare från 1609, medlem av riksrådet från 1616 och fick där flera diplomatiska uppdrag.
Från 1618 var han ståthållare i Norge, och fick samtidigt länsherreämbetet på Akershus. Juel skulle visa sig vara en energisk och aktiv ståthållare, både på ämbetets, kronans och sina egna vägnar. Att kungen, Kristian IV, var upptagen med trettioåriga kriget gjorde att Juel kunde utöva sin makt hur han ville. 1627 såg han till att Norge fick en självständig försvarsorganisation, en bondemilis. Hans försök att skapa ett sjöförsvar avslogs dock av kungen. Juel arbetade också för att utvidga gruvdriftsverksamheten i Norge, och han blev den första direktören för Kongsbergs silververk. Han ledde även det privata aktiebolag som 1628 köpte silvergruvan av kronan.
Juel hade en aktiv privatekonomi, med utlåningsverksamhet som gav honom många norska egendomar i pant, och han förvärvade även många gods i Danmark under sin tid i Oslo.